# Porte Guillaume (Saint-Valery-sur-Somme)
Pour les articles homonymes, voir Porte Guillaume.
La porte Guillaume est une des portes de l'enceinte de la ville de Saint-Valery-sur-Somme dans l'ouest du département de la Somme.

## Historique
La « porte Guillaume » encore appelée « porte du Haut » ou « porte Jeanne d’Arc » en souvenir de son passage par cette porte en décembre 1430 avant de se rendre à Rouen pour y être jugée, est l'un des vestiges les plus anciens de la ville. Les deux tours existaient déjà, semble-t-il, lors de l’escale forcée de la flotte du duc de Normandie, Guillaume le Conquérant en 1066 partant à la conquête de l'Angleterre. C'est de là que vient le nom de la porte.
Jeanne d'Arc, venant du Crotoy, franchit cette porte le 20 décembre 1430 pour se rendre à Rouen.
En 1907, la porte fut classée monument historique.

## Caractéristiques
L’ensemble est formé par deux tours rondes massives, avec consoles et mâchicoulis auxquelles sont accolés deux corps de bâtiments avec un étage et des souterrains qui servaient de corps de garde et de prisons.
Le pont-levis disparut en 1614, et des ouvrages de défense avancés ont également disparu. Une arcade ogivale reliant les deux tours a été construite en 1785. Un pan de courtine est encore visible. Sur les murs pousse en été un œillet rose appelé « l’œillet des croisades ».